# Zespół budynków szkolnych przy ulicy Grochowej 36-38 we Wrocławiu

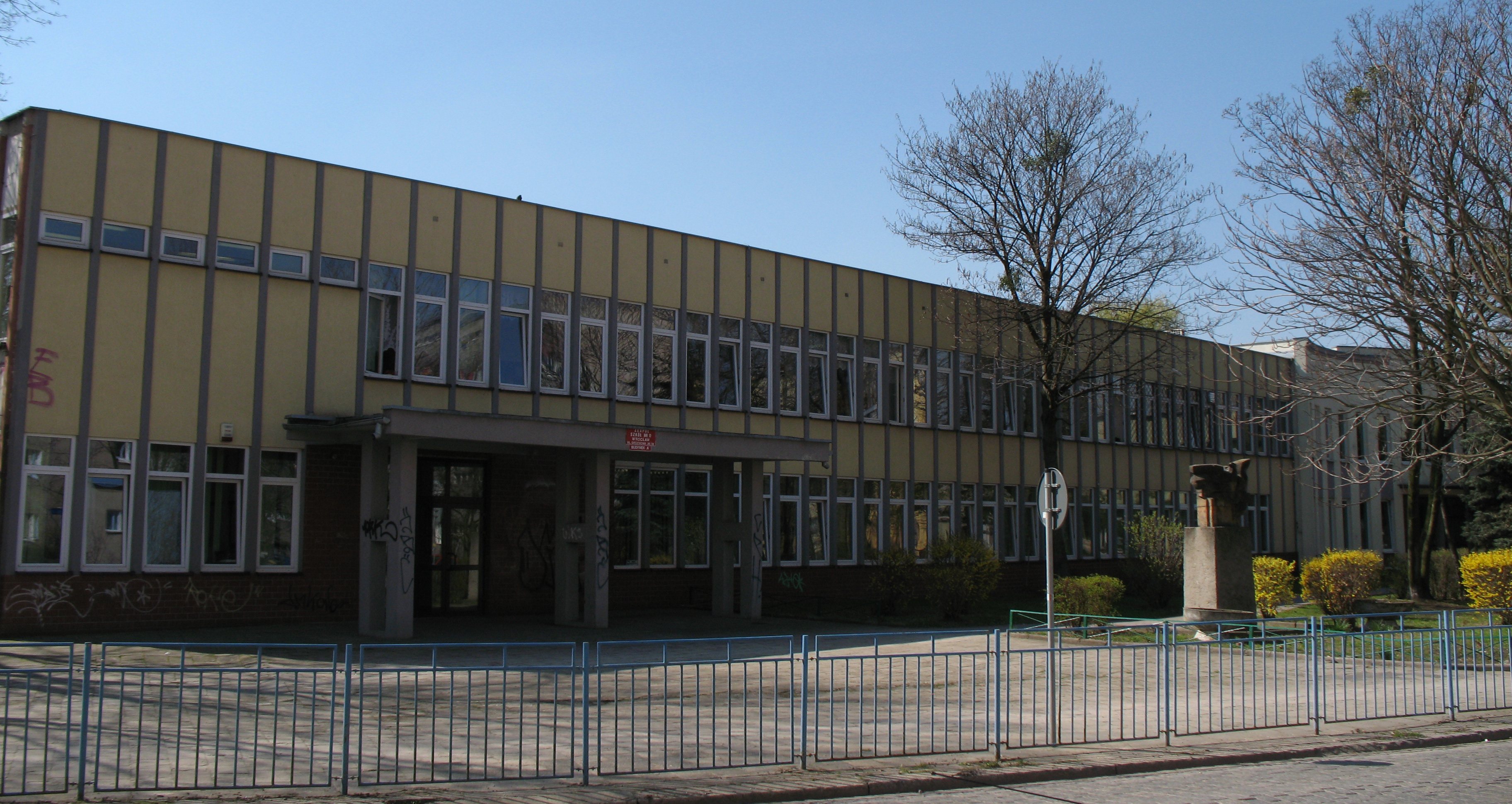
Ul. Grochowa 36

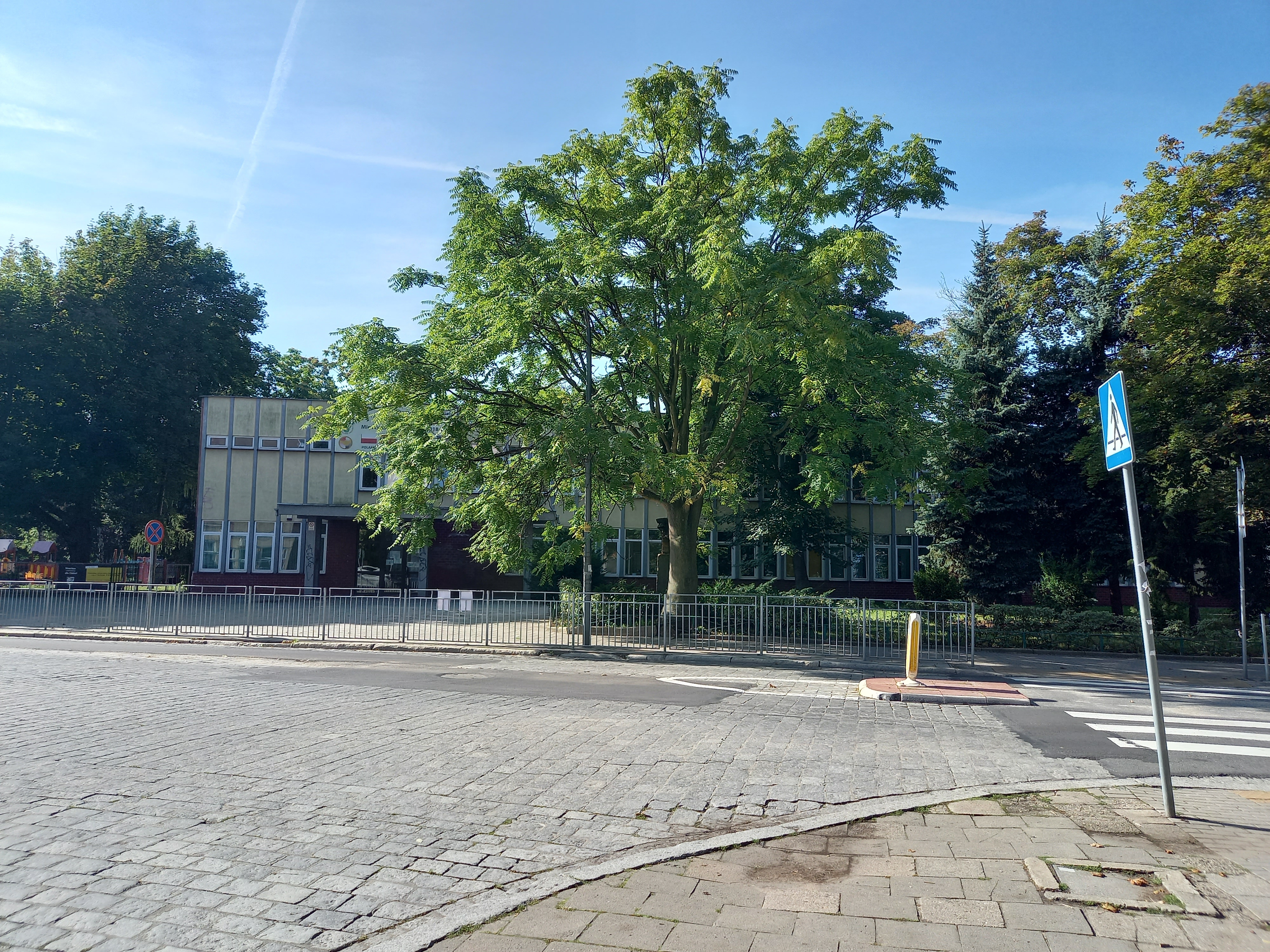
Ul. Grochowa 36

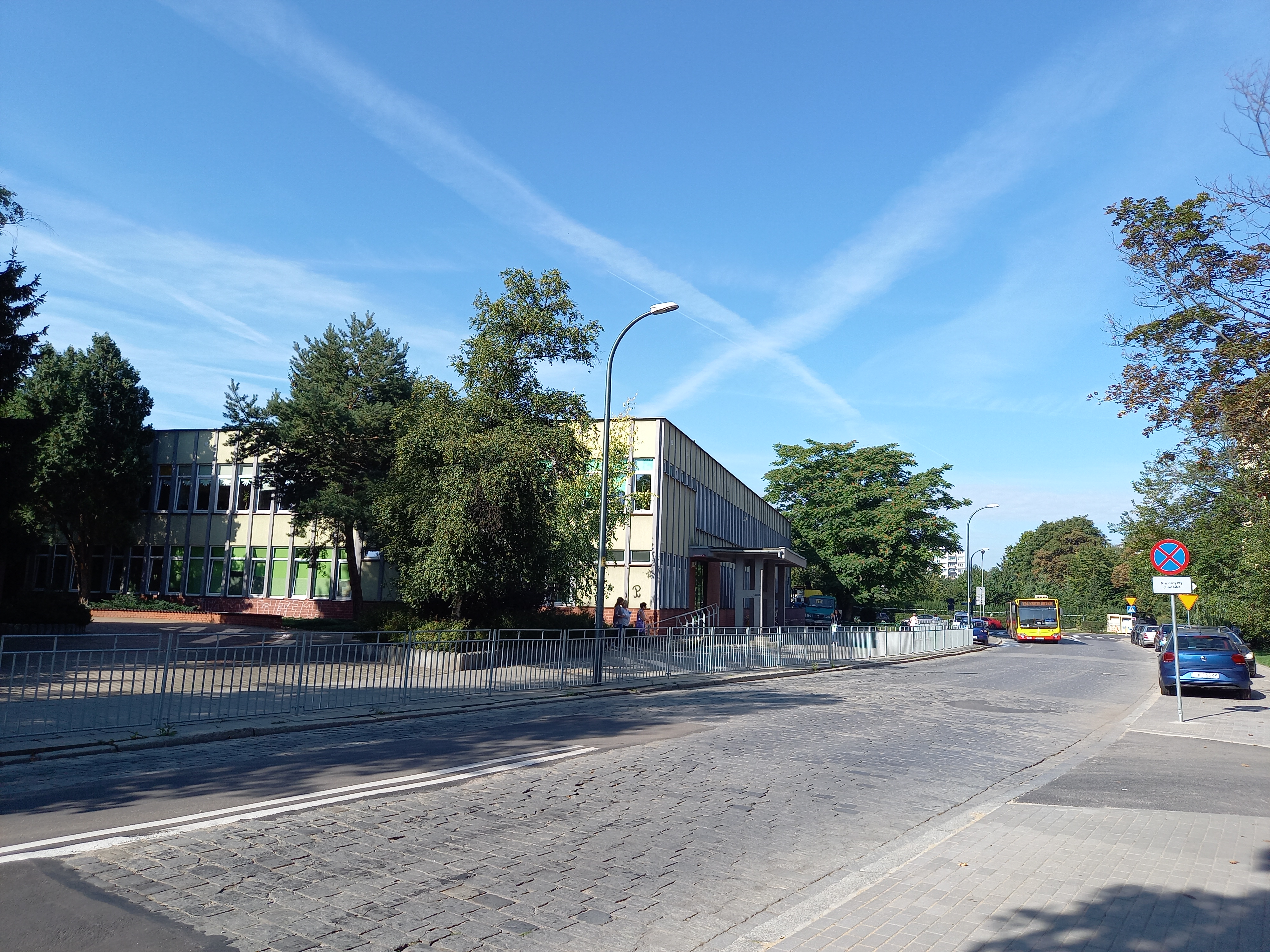
Ul. Grochowa 38

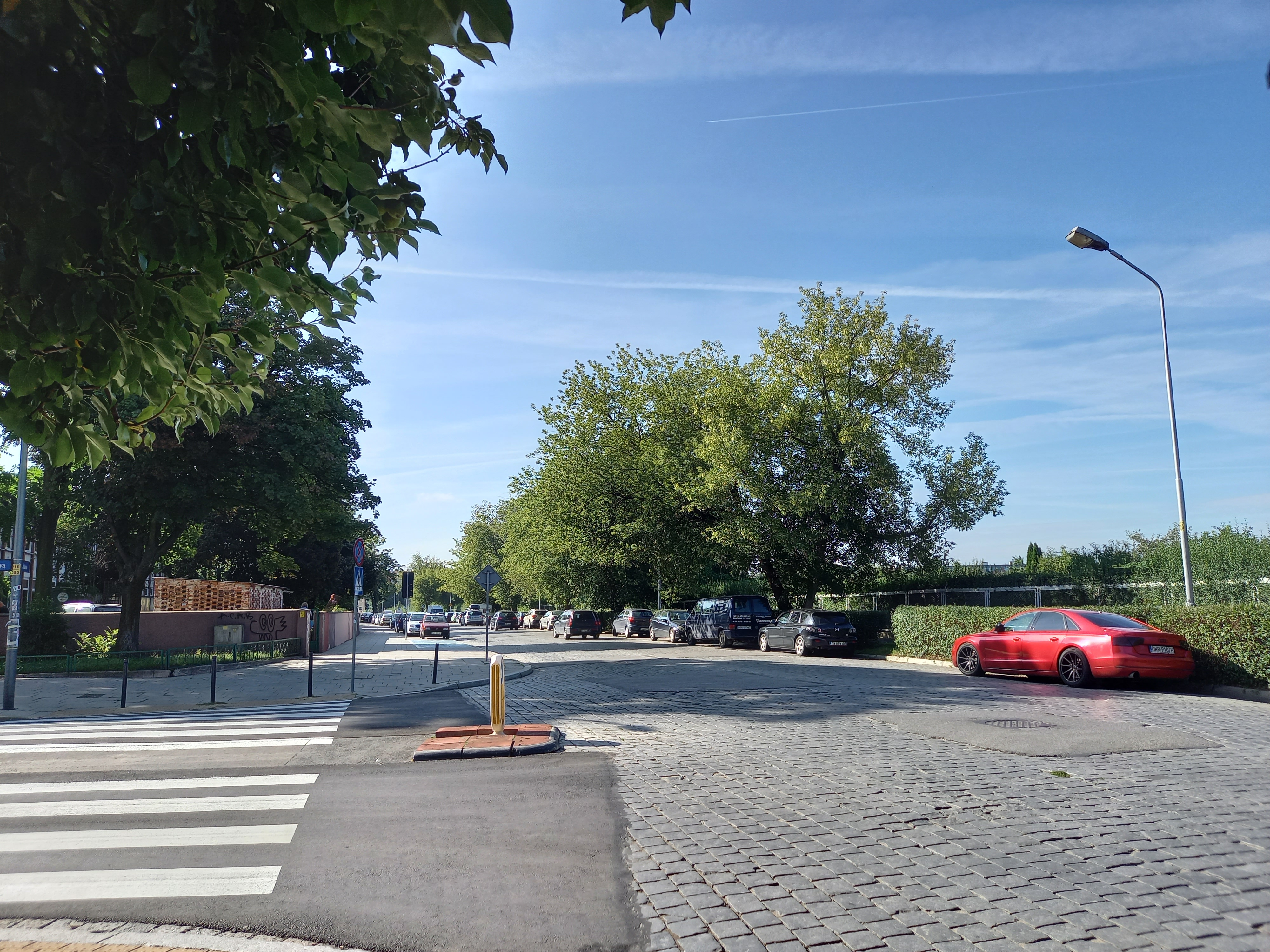
Ul. Stalowa, po lewej teren szkoły, po prawej ROD Gajowice

Zespół budynków szkolnych przy ulicy Grochowej 36–38 we Wrocławiu – zespół budynków szkolnych położony we Wrocławiu na osiedlu Gajowice przy ulicy Grochowej 36–38. Zabudowa ta powstała w latach 1960–1964, w ramach budowy osiedla mieszkaniowego Gajowice realizowanego w latach 1960–1970. Autorem projektu jest Jadwiga Grabowska-Hawrylak. Pozytywny odbiór architektury obiektów sprawił, że przypisywano im miano szkół uroczych. Dziedzictwo kulturowe, jakie niesie nowatorska w chwili powstawania architektura budynków oraz ich wysoka wartość artystyczna i historyczna sprawiły, że budynki te zostały wpisane na listę wrocławskich dóbr kultury współczesnej.

## Położenie i otoczenie
Zespół zabudowy szkolnej położony jest we Wrocławiu na osiedlu Gajowice, w dawnej dzielnicy Fabryczna, przy ulicy Grochowej 36–38. Jest to kwartał ulic o kształcie przypominającym trójkąt. Otoczony jest następującymi ulicami: Grochową (od północnego wschodu), Stalową (od zachodu), Icchaka Lejba Pereca (od południowego wschodu). Niemal cały obszar tego kwartału to tereny szkolne, z wyjątkiem niewielkiego fragmentu przy ulicy Stalowej 21 o powierzchni 212 m² przy południowo-zachodnim narożniku, gdzie zlokalizowana jest trafostacja (klasoużytek Ba - Tereny przemysłowe). Kwartał ów otoczony jest powojenną zabudową mieszkaniową osiedla Gajowice, położoną za ulicą Grochową i za ulicą Icchaka Lejba Pereca oraz terenami Rodzinnych Ogrodów Działkowych Gajowice położonymi za ulicą Stalową.
Jest to obszar osiedli blokowych, w dzielnicy urbanistycznej Śródmieście Południowe, gęsto wypełniony tkanką miejską, z wysokim stopniem wykorzystania terenu, gęstym układem linii komunikacji zbiorowej w ramach transportu publicznego, dla którego określa się wyjątkowo korzystny lub zadowalający dostęp do infrastruktury komunikacyjnej miasta. Inną cechą tego obszaru jest duża gęstość zaludnienia.

## Historia
Teren ten leży w obszarze dawnych Gajowic (niem. Gabitz), które zostały włączone do miasta w 1868 r.. Osiedle było sukcesywnie zabudowywane kamienicami i budynkami mieszkalnymi, przy czym teren, na którym posadowione są budynki szkół, pozostawał wolny od zabudowy, a zagospodarowany był na ogrody działkowe. Odcinek ulicy Stalowej przy terenie szkoły powstał dopiero po 1932 r..
W wyniku działań wojennych prowadzonych podczas oblężenia Wrocławia w 1945 r. znaczna część zabudowy uległa zniszczeniu.  W latach 60. XX wieku (1960–1970) zrealizowano budowę osiedla mieszkaniowego – Osiedle Gajowice, na wolnych terenach po zniszczonej zabudowie przedwojennej, a także zabudowie plombowej.
W ramach wyżej wymienianej inwestycji sam zespół budynków szkolnych powstał w latach 1960–1964 (według innych źródeł jedna ze szkół została uruchomiona w 1964 r., a druga w 1965 r.). Autorem projektu jest Jadwiga Grabowska-Hawrylak. Projekt ten znalazł uznanie i w kolejnych latach powstały jeszcze we Wrocławiu cztery obiekty szkolne oparte na przyjętych tu rozwiązaniach. Są to szkoły zrealizowana w następujących lokalizacjach: przy ulicy Zygmunta Janiszewskiego, ulicy Jantarowej, ulicy Trwałej oraz przy placu św. Macieja (ówcześnie przy placu Fryderyka Engelsa).

## Zabudowa i zagospodarowanie terenu
Całość zabudowy oraz towarzysząca infrastruktura szkolna położone są na działce gruntu o polu powierzchni wynoszącym 17 800 m²; identyfikator działki EGiB G5 026401_1.0028.AR_14.15, identyfikator IIP PL.PZGiK.112.EGiB C4D7C698-D1D7-4F99-B571-CBA190D39E26. Działka ta w całości ma przypisany klasoużytek Bi - Inne tereny zabudowane. Teren ten zabudowany jest następującym zespołem budynków o łącznej powierzchni zabudowy wynoszącej 4 061  m² (według ewidencji gruntów i budynków):
| Nr budynku wg EGiB | Powierzchnia zabudowy | liczba kondygnacji nadziemnych | rodzaj wg KŚT                                           | Identyfikatory        | Identyfikatory                       |
| Nr budynku wg EGiB | Powierzchnia zabudowy | liczba kondygnacji nadziemnych | rodzaj wg KŚT                                           | rodzaj                | identyfikator                        |
| ------------------ | --------------------- | ------------------------------ | ------------------------------------------------------- | --------------------- | ------------------------------------ |
| 1                  | 1 191 m²              | 2                              | k - budynki oświaty nauki i kultury oraz sportowe (107) | EGiB G5               | 026401_1.0028.AR_14.15.1_BUD         |
| 1                  | 1 191 m²              | 2                              | k - budynki oświaty nauki i kultury oraz sportowe (107) | IIP PL.PZGiK.112.EGiB | AE396050-6732-4C3C-B850-131EF1D7E46A |
| 2                  | 95 m²                 | 1                              | i - pozostałe budynki niemieszkalne (109)               | EGiB G5               | 026401_1.0028.AR_14.15.2_BUD         |
| 2                  | 95 m²                 | 1                              | i - pozostałe budynki niemieszkalne (109)               | IIP PL.PZGiK.112.EGiB | 969E5AFB-B925-4CE9-9DFE-380667D8037D |
| 3                  | 2 050 m²              | 2                              | k - budynki oświaty nauki i kultury oraz sportowe (107) | EGiB G5               | 026401_1.0028.AR_14.15.3_BUD         |
| 3                  | 2 050 m²              | 2                              | k - budynki oświaty nauki i kultury oraz sportowe (107) | IIP PL.PZGiK.112.EGiB | EBBFA3FB-8630-481F-A3F8-E92FFD60F48B |
| 4                  | 420 m²                | 1                              | i - pozostałe budynki niemieszkalne (109)               | EGiB G5               | 026401_1.0028.AR_14.15.4_BUD         |
| 4                  | 420 m²                | 1                              | i - pozostałe budynki niemieszkalne (109)               | IIP PL.PZGiK.112.EGiB | 97178B23-F20A-4C68-8B4F-D835E50BCBB6 |
| 5                  | 305 m²                | 2                              | k - budynki oświaty nauki i kultury oraz sportowe (107) | EGiB G5               | 026401_1.0028.AR_14.15.5_BUD         |
| 5                  | 305 m²                | 2                              | k - budynki oświaty nauki i kultury oraz sportowe (107) | IIP PL.PZGiK.112.EGiB | D9413689-3AF9-46A5-9E1B-090799526770 |

Wyżej wymieniona zabudowa koncertuje się w północno-zachodniej części działki. Część południowa i wschodnia to ogrodzone tereny szkolne, na których urządzono boiska i inne terenowe urządzenia sportowe, plac zabaw i zieleń. Także przed budynkiem pod numerem 36, a po wschodniej stronie wysuniętego ku północy budynku pod numerem 38, w ramach niewielkiego, otwartego terenu o kształcie zbliżonym do trójkąta, położonego przed budynkami szkolnymi, urządzono niewielki skwer z rzeźbą plenerową/pomnikiem i zielenią, w tym wysoką. Teren z zabudową szkolną położony jest na wysokości bezwzględnej około od 120,0 do 120,6 m n.p.m..

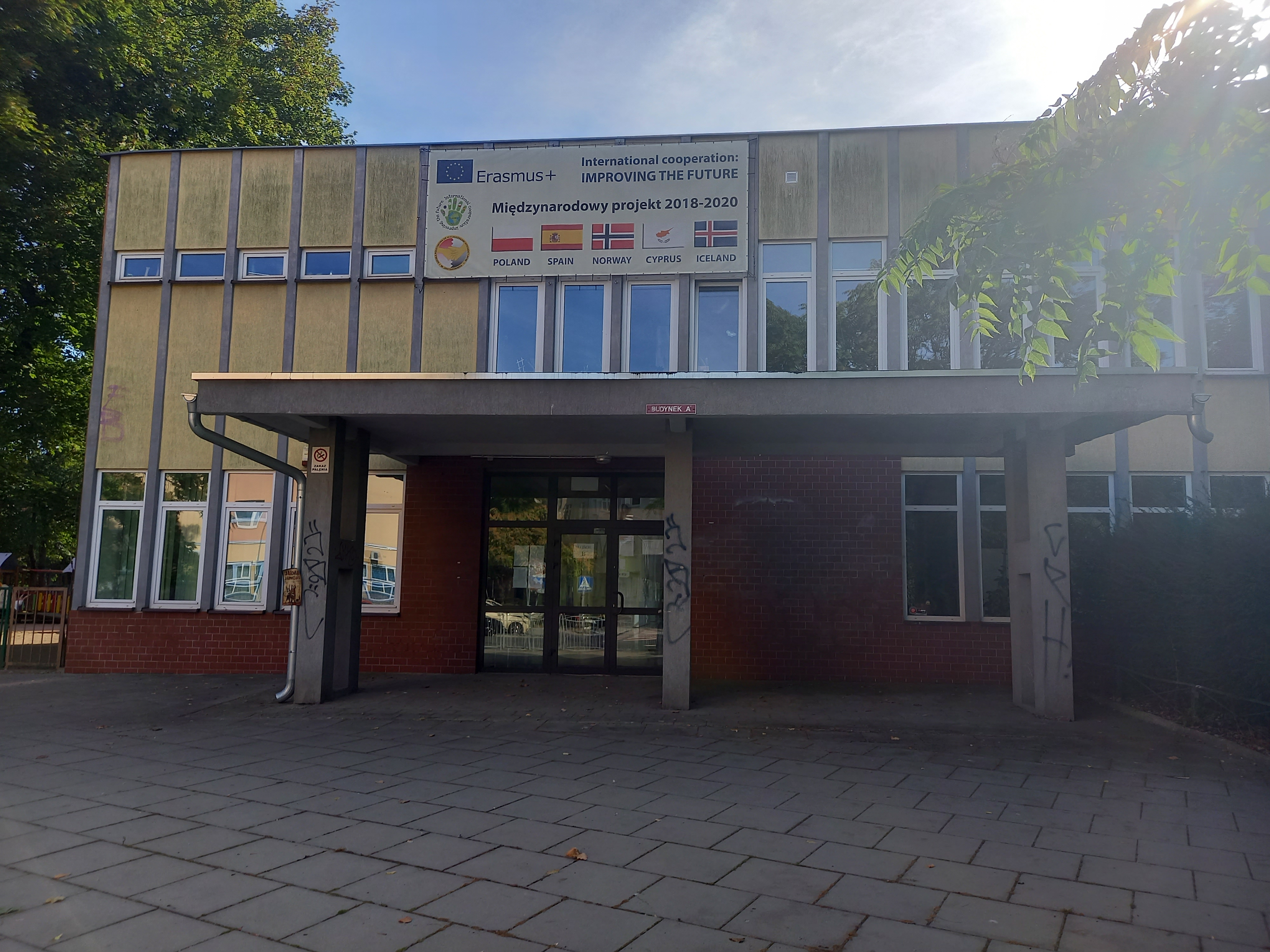
Ul. Grochowa 36 – wejście główne

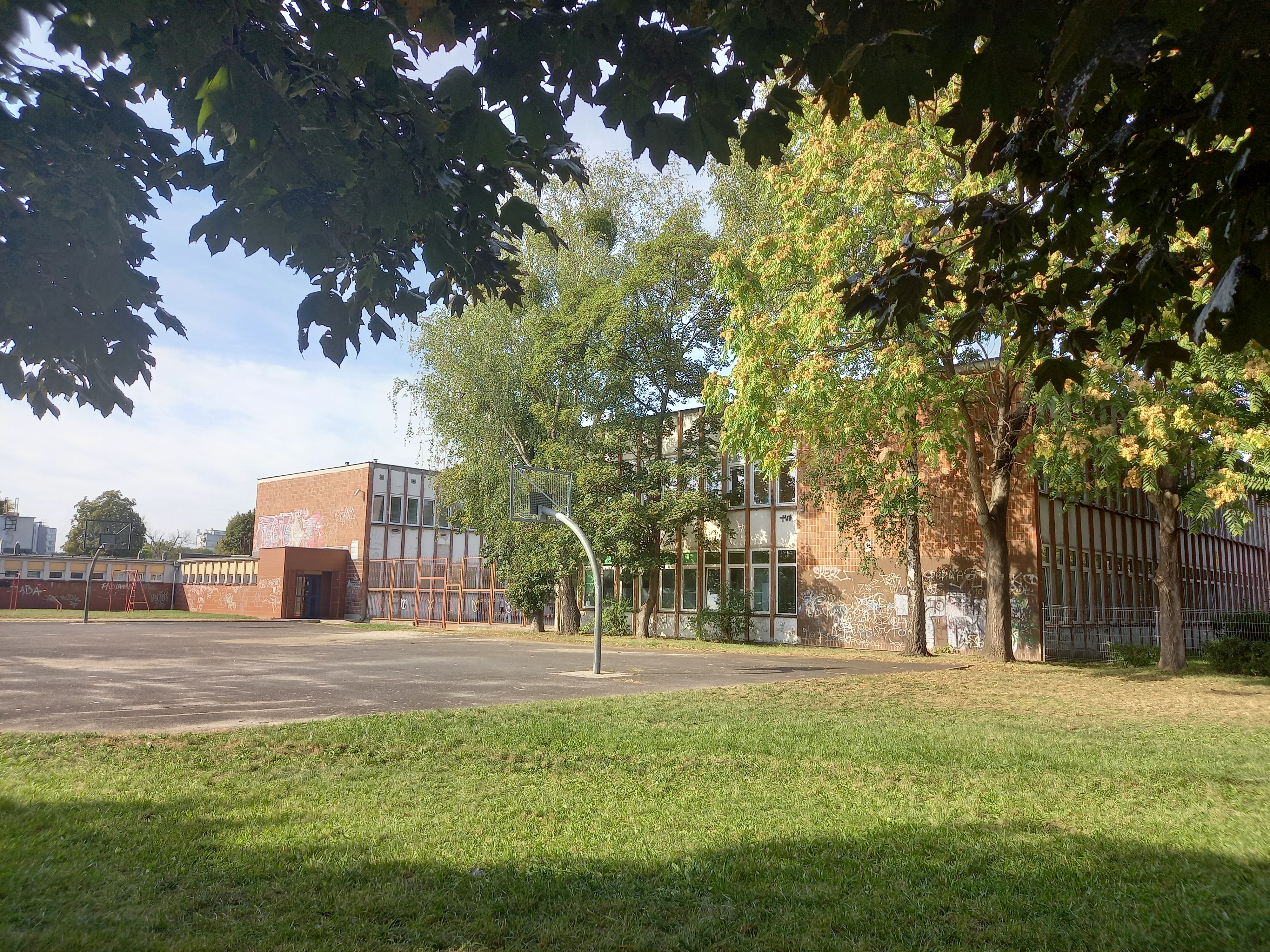
Ul. Grochowa 36 – strona południowa

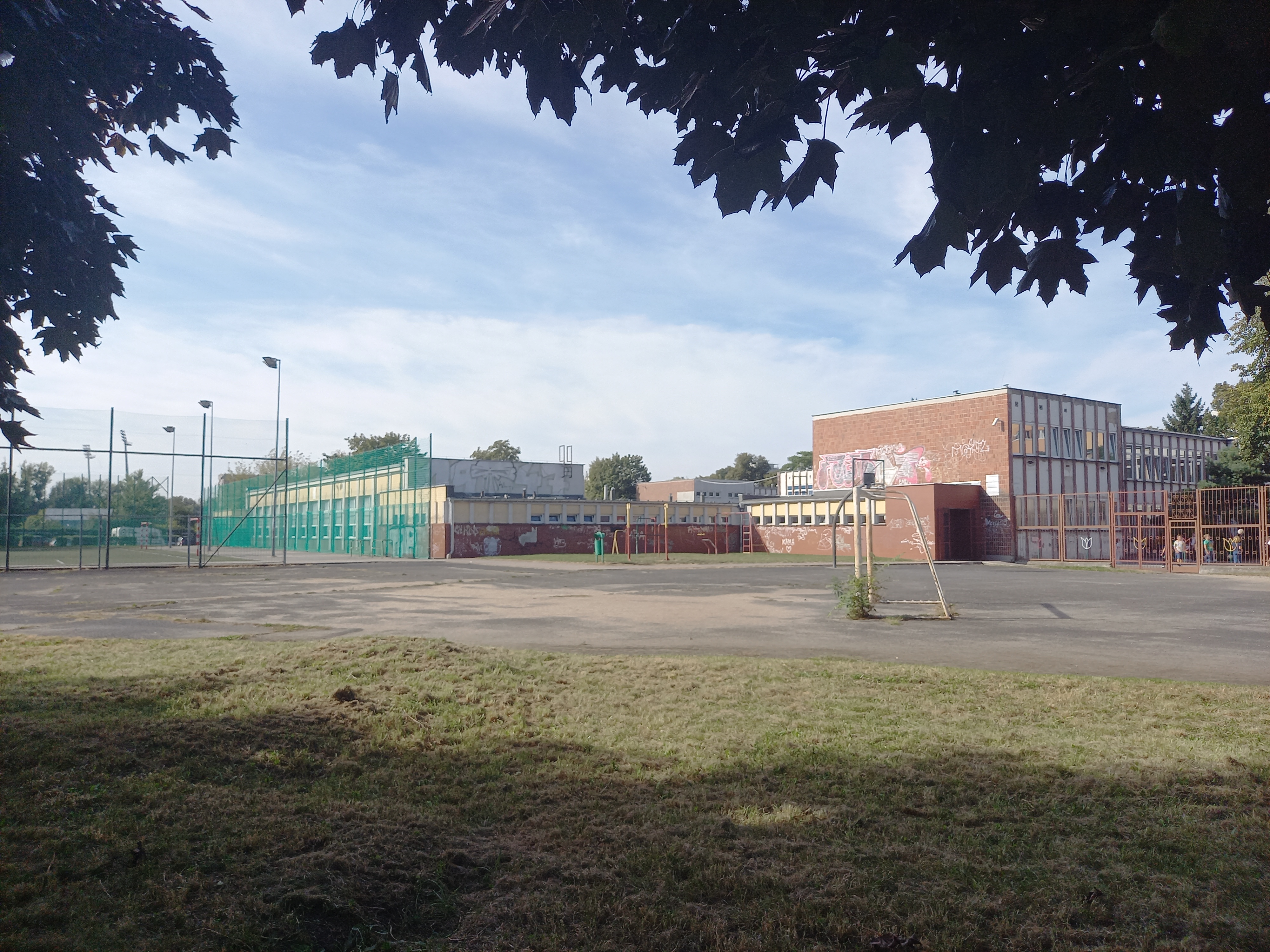
Ul. Grochowa 36 – blok sportowy

## Architektura
Na zespół budynków szkolnych składają się dwa bliźniacze budynki przeznaczone dla dwóch szkół otwartych dla potrzeb budowanego osiedla Gajowice. Każdy z tych budynków zbudowany jest na rzucie zbliżonym kształtem do podkowy. Frontami są ustawione do ulicy, natomiast względem siebie zostały przesunięte w dostosowaniu do granicy działki, na której zostały posadowione. Tak dobrana kompozycja układu dostosowuje obiekty do kierunków świata, otwierając na kierunek południowy wszystkie przestrzenie służące rekreacji. Są to między innymi hole, wewnętrzne dziedzińce, sala sportowa i teren szkolny zagospodarowany między innymi boiskami. Opisany układ ponadto tworzy trzy dziedzińce: dwa wewnętrzne w obrębie skrzydeł każdego z budynków oraz wspólnego dla obu szkół, rozległego dziedzińca, położonego między budynkami. Wymieniony dziedziniec ograniczony jest nie tylko budynkami szkół, ale także blokiem sportowym, parterowym łącznikiem i ażurowymi pergolami. Takie rozwiązanie podyktowane było chęcią i potrzebą stworzenia odpowiedniego miejsca – forum – służącemu wspólnej rekreacji oraz organizacji plenerowych imprez i uroczystości.
Elewacje budynków szkolnych charakteryzują się jasnymi (białymi) słupami konstrukcyjnymi rozmieszczonymi stosunkowo gęsto w stałym rytmie na tle ściany wykończonej marblitem w kolorze ciemnej zieleni. Na części ścian, głównie na ścianach szczytowych, użyto czerwonej, nieotynkowanej cegły. Całość kompozycji elewacji miała zostać dopełniona grupą nowoczesnych rzeźb plenerowych, dla których tak ukształtowane elewacje wraz z zakamarkami dziedzińców stanowiłyby odpowiednie tło. Budynki szkół zbudowano z prefabrykatów. W południowym skrzydle znajduje się duża sala gimnastyczna, z możliwością podziału za pomocą specjalnej zasłony. W częściach budynków, w których rozmieszczono sale lekcyjne, ukształtowano pawilonowy układ klas, ze skrzydłami budynków dla młodszych i dla starszych dzieci.

## Odbiór, opinie i ochrona
Projekt ten był uznawany za idealny do warunków miejskich i z tego powodu następnie wielokrotnie wykorzystywany także w innych, wyżej wymienionych lokalizacjach. W opiniach o budynkach podkreśla się dobrą kompozycję, w tym udaną ekspozycję części sportowo-rekreacyjnych w kierunku południowym. Układ elewacji uznaje się za klarowny, o purystycznym wyrazie, głównie dzięki zastosowanemu zestawieniu betonu i szkła oraz cegły użytej na ścianach szczytowych. Za niezwykle wysmakowaną kompozycję graficzną uznaje się zestawienie gęsto i rytmicznie rozmieszczonych, jasnych żeber konstrukcyjnych na ciemnozielonym tle ścian z marblitu. Całość kompozycji elewacji uznaje się za abstrakcyjną.
Zastosowane w projekcie tych szkół nowe podejście i uzyskany efekt sprawił, iż o szkołach tych mówiono i pisano jako o „szkołach uroczych”. Takie określenie wobec obiektów zastosował jeden z czołowych polskich architektów Jerzy Hryniewiecki. Inni z kolei architekci i publicyści określali te szkoły jako „perłę Gajowic”. Ponadto w publikacjach spotyka się opinie o lekkiej i nowoczesnej architekturze tych szkół. Za ten obiekt projektantom nadana została nagroda Ministra Budownictwa. 
Omawiana zabudowa szkolna została uznana za dorobek współcześnie żyjących pokoleń, którego cechuje wysoka wartość artystyczna i historyczna, w związku z czym została uznana za dobro kultury współczesnej i od 2018 roku znajduje się na liście wrocławskich dóbr kultury współczesnej.

## Własność, użytkownicy

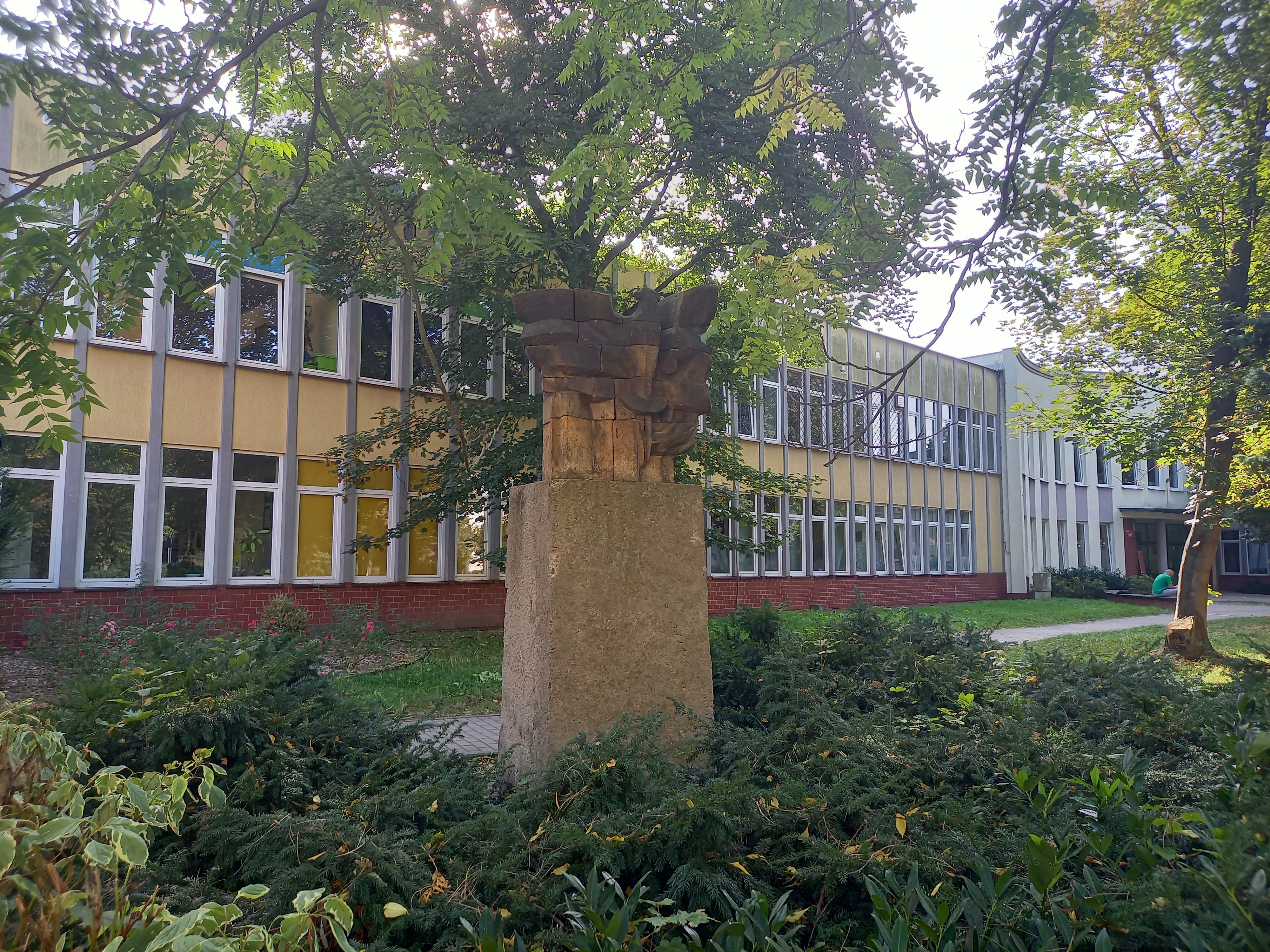
Symbol Orła

Opisany zespół zabudowy szkolnej od początku swego powstania przeznaczony był dla potrzeb urządzenia i prowadzenia placówek szkolnych. Współcześnie teren ten stanowi własność Gminy Wrocław, ale pozostaje w zarządzie, użytkowaniu. W różnych okresach w budynkach mieściły się różne szkoły, w tym między innymi:
- szkoły podstawowe:
  - Szkoła podstawowa nr 105
  - Szkoła podstawowa nr 106[42]
- Zespół Szkół Nr 11:
  - Szkoła Podstawowa nr 43
  - Gimnazjum Integracyjne nr 50[43]
- Szkoła Podstawowa nr 43 z Oddziałami Integracyjnymi Jana Kaczmarka[44].

## Rzeźba/pomnik
Przed szkołą przy ulicy Grochowej, na wspomnianym wyżej niewielkim skwerze, ustawiona jest rzeźba/pomnik przedstawiająca symbol orła bez korony. Jego lokalizacja w tym miejscu wynika z faktu, że w okresie Polski Ludowej ówczesnym patronem szkoły była 2. Armia Wojska Polskiego, a rzeczony orzeł był jej symbolem. Instytut Pamięci Narodowej uznał, że orzeł ten jest symbolem komunizmu i zażądał od dyrektora szkoły usunięcia pomnika w ramach wymaganej dekomunizacji, bowiem godłem Polski Ludowej oraz Ludowego Wojska Polskiego był właśnie orzeł bez korony. Według jednak innych opinii symbol ten przedstawia godło Polski i nie był symbolem ruchu komunistycznego.